# Bhandara diaphana
Bhandara diaphana är en insektsart som beskrevs av Taschenberg 1884. Bhandara diaphana ingår i släktet Bhandara och familjen dvärgstritar. Inga underarter finns listade i Catalogue of Life.